# Luca Egloff
Luca Egloff (* 6. Juni 1995) ist ein ehemaliger Schweizer Skispringer.

## Werdegang
Egloff, der für den Skiclub in Grabs startete, gab sein internationales Debüt bei einem Junioren-Springen im März 2008 in Bois-d’Amont. 2009 startete er in Einsiedeln erstmals im Alpencup. Dabei sprang er von Anfang an in die Punkteränge. Im Februar 2010 kam er in Villach erstmals im FIS-Cup zum Einsatz, konnte dabei jedoch nicht überzeugen und blieb vorerst weiter im Alpencup. Auch beim erneuten Einsatz im Oktober in Einsiedeln blieb er ohne Punkte.
Beim Europäischen Olympischen Winter-Jugendfestival 2011 in Liberec belegte er im Einzel von der Normalschanze den 16. Platz. Im Teamspringen belegte er gemeinsam mit Killian Peier, Andreas Schuler und Björn Fischer den zehnten Rang. Im Juli und August 2011 kam Egloff in Gérardmer und Einsiedeln wieder im FIS-Cup zum Einsatz und erreichte in allen vier Springen die Punkte. Bei den Schweizer Meisterschaften im Skispringen 2011 in Einsiedeln gewann er am 9. Oktober 2011 mit der Mannschaft seinen ersten Schweizer Meistertitel. Im Dezember gelang Egloff der Sprung in den B-Kader und die damit verbundene Nominierung für den Skisprung-Continental-Cup in Engelberg. Nachdem er jedoch in beiden Springen nur hintere Plätze erreicht hatte, kam er nach den Springen zurück in den C-Kader im FIS-Cup und im Alpencup.
Bei den Junioren-Weltmeisterschaften 2012 in Erzurum erreichte Egloff im Einzel von der Normalschanze den 34. Platz. Mit der Mannschaft wurde er im Teamspringen Sechster. Bei den Schweizer Meisterschaften im Skispringen 2012 in Einsiedeln gewann er am 6. Oktober 2012 mit der Mannschaft seinen zweiten Schweizer Meistertitel und den Titel bei den Junioren. Zudem sicherte er sich Bronze im Einzel. Nach weiteren eher durchwachsenen Starts in den unteren Serien kam Egloff im Dezember 2012 wieder in Engelberg zum Einsatz im Continental Cup. Jedoch verpasste er dabei erneut den Sprung in die Punkteränge deutlich. Im Folgejahr startete er bei den Junioren-Weltmeisterschaften 2013 in Liberec im Teamwettbewerb und wurde mit seinen Mannschaftskollegen am Ende Elfter.
Im Sommer 2013 verblieb Egloff auch weiter im C-Kader, und auch der Continental-Cup-Start in Engelberg im Dezember brachte keine Änderung. Auch bei den Junioren-Weltmeisterschaften 2014 im Val di Fiemme brachte für ihn nicht den erhofften Durchbruch. Nach Rang 21 im Einzel folgte Rang sieben mit der Mannschaft. Im Februar erhielt er einen Startplatz für den Continental Cup in Seefeld in Tirol. Dabei erreichte er als 19. erstmals die Punkteränge. Bei den folgenden zwei Springen in Falun sprang er zweimal an diesen vorbei. Im August startete Egloff erstmals im A-Kader und bestritt ein Springen im Skisprung-Grand-Prix. Als 58. schied er dabei bereits in Durchgang eins aus. Nach weiteren Springen im Continental- und im FIS-Cup bestritt er auch beide Grand-Prix-Springen in Almaty und gewann dabei als 25. und 28. insgesamt neun Punkte, die für ihn Rang 69 der Gesamtwertung bedeuteten.
Zur Saison 2014/15 erhielt er erstmals einen festen Startplatz im A-Nationalkader. Nachdem er in Klingenthal die Qualifikation geschafft hatte, beendete er das Einzelspringen später als 40. Im Teamspringen wurde er gemeinsam mit Killian Peier, Gregor Deschwanden und Simon Ammann Siebenter. Nachdem er in Lillehammer die Qualifikation verpasst hatte, ging er zum weiteren Training vorerst zurück in den Continental Cup. In Engelberg startete er noch einmal im Weltcup, verpasste aber seine ersten Weltcup-Punkte erneut deutlich. Anfang Februar 2015 startete er im kasachischen Almaty bei seinen altersbedingt letzten Junioren-Weltmeisterschaften und belegte den 23. Rang im Einzelwettbewerb und wie im Vorjahr Rang sieben mit der Mannschaft. Bei den anschliessenden Weltmeisterschaften der Erwachsenen wurde er im schwedischen Falun 42. von der Normal- und 44. von der Grossschanze.
Egloff war Teilnehmer bei den Nordischen Skiweltmeisterschaften 2019 in Seefeld. Beim Wettkampf von der Grossschanze belegte er Rang 38 und verpasste den zweiten Durchgang. Gemeinsam mit Andreas Schuler, Simon Ammann und Killian Peier erzielte Egloff beim Teamspringen den siebten Platz für die Schweiz. Beim Wettbewerb auf der Normalschanze wurde er 36. und verpasste ebenfalls den zweiten Durchgang.
Egloff beendete nach dem Continental-Cup-Springen in Zakopane seine Karriere. Bei seinem letzten Wettkampf am 17. März 2019 belegte er von der Wielka Krokiew den 25. Platz.

## Statistik

### Grand-Prix-Platzierungen
| Saison | Platz | Punkte |
| ------ | ----- | ------ |
| 2014   | 69.   | 009    |
| 2015   | 25.   | 115    |
| 2016   | 78.   | 002    |

### Continental-Cup-Platzierungen
| Saison  | Platz | Punkte |
| ------- | ----- | ------ |
| 2013/14 | 177.  | 002    |
| 2014/15 | 062.  | 127    |
| 2015/16 | 067.  | 131    |
| 2016/17 | 120.  | 033    |
| 2017/18 | 052.  | 176    |
| 2018/19 | 074.  | 103    |